# ألش الاستقلالية
ألش الاستقلالية (بالقازاقية: Алаш Автономиясы) (بالروسية: Алашская автономия) هي دولة كازاخستانية ذات سيادة عاصمتها سيماي "ألش كالا سابقًا" وجدت بين تاريخي 13 ديسمبر 1917 حتى 26 أغسطس 1920 وتعتبر الآن جمهورية كازاخستان.